# Hypselosaurus priscus
L'ipselosauro (Hypselosaurus priscus) era un grande dinosauro erbivoro vissuto nel 
Cretaceo superiore in Francia e in Spagna.

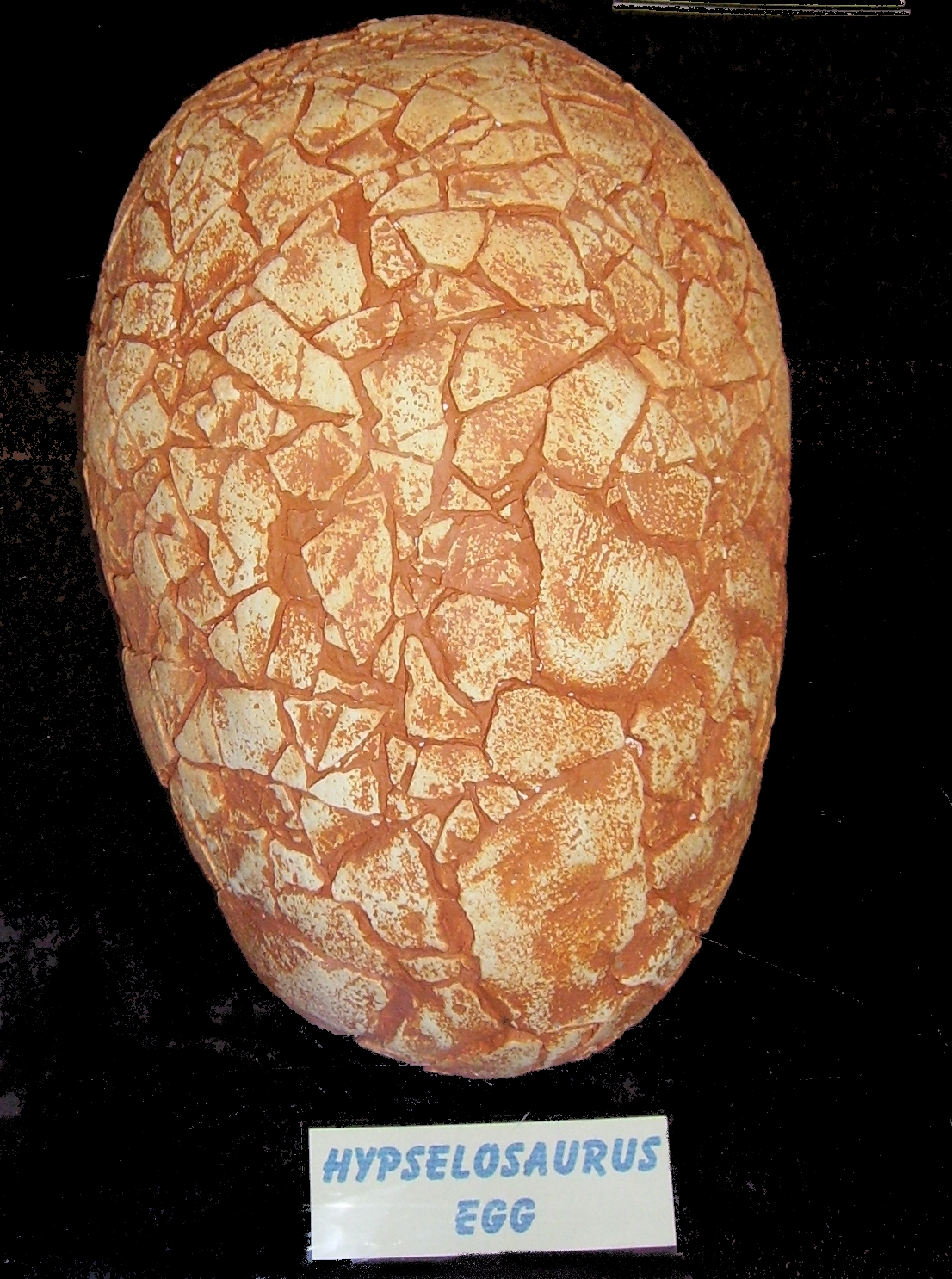
Presunto uovo di Hypselosaurus

## Uova di difficile attribuzione
Nonostante non siano note moltissime ossa appartenenti a questo dinosauro, l'ipselosauro è molto famoso nella letteratura paleontologica divulgativa per alcune uova fossili attribuite a questo animale. Le uova erano state ritrovate sul finire dell'800, nella Francia meridionale, e in modo piuttosto arbitrario erano state attribuite ai grandi animali noti per alcune ossa ritrovate grossomodo nella stessa zona. Le uova, di solito frantumate, sono di forma tondeggiante e piuttosto piccole (in rapporto alla mole del presunto "padrone"); per intenderci, un uovo dell'uccello elefante (Aepyornis, alto tre metri) è molto più grosso di un uovo di un ipselosauro della lunghezza presunta di dodici metri.

## Un titanosauro poco conosciuto

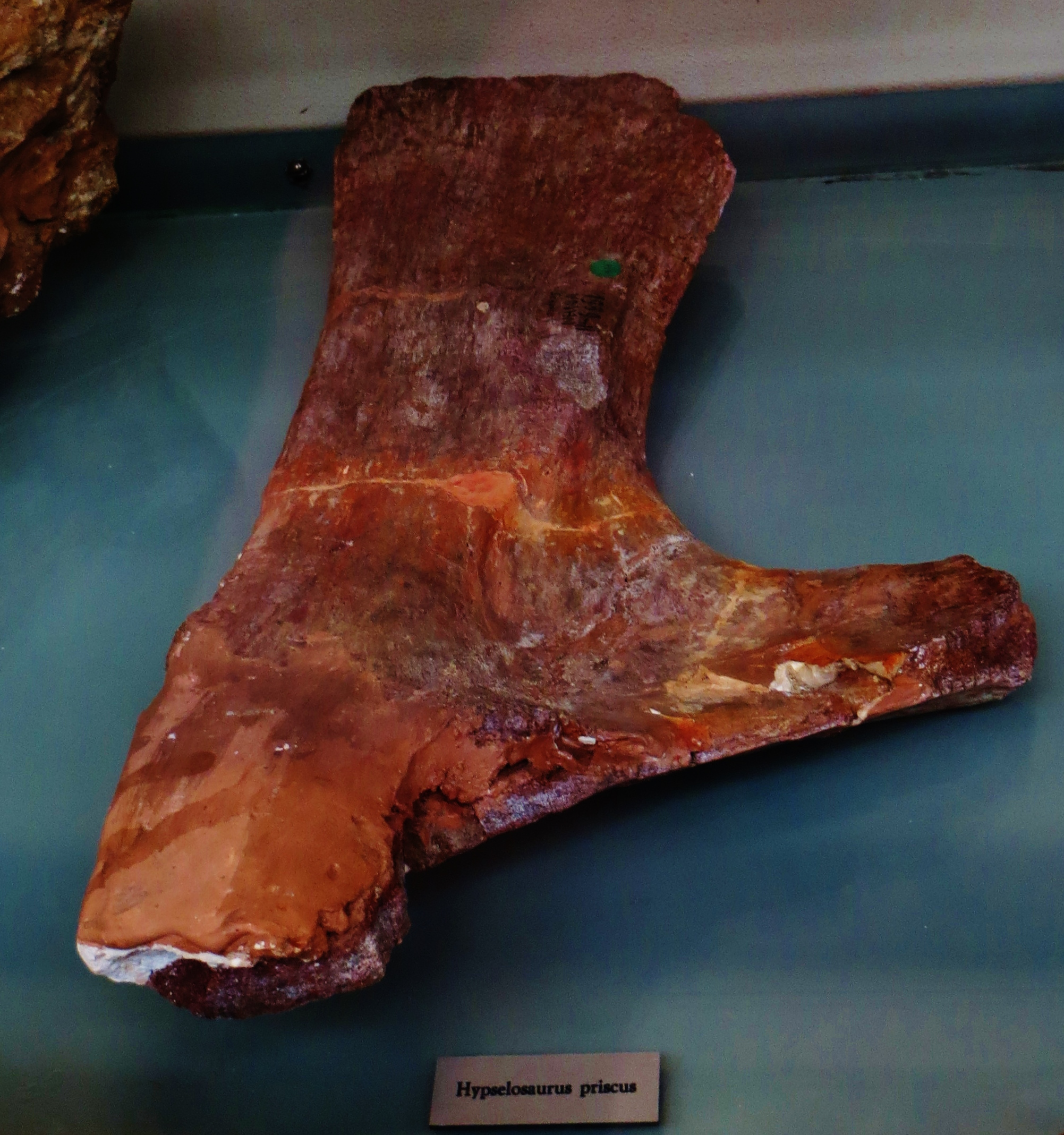
Scapola di Hypselosaurus priscus

Dai pochi resti fossili ritrovati, l'ipselosauro sembrerebbe essere stato un sauropode titanosauro piuttosto robusto, presumibilmente con collo e coda lunghi e zampe colonnari come la maggior parte dei sauropodi. Le ossa delle zampe, però, sembrano insolitamente robuste.